# Carlton Cole
Carlton Michael Cole Okirie (født 12. oktober 1983 i London, England) er en engelsk fodboldspiller, der spiller som angriber, Gennem karrieren har han blandt andet spillet for Chelsea, West Ham og Celtic.
I sin sidste sæson hos Chelsea F.C. var Cole med til at vinde Premier League.

## Landshold
Cole nåede i sin tid som landsholdsspiller (2009-2010) at spille syv kampe for Englands landshold. Han debuterede den 11. februar 2009 i en kamp mod Spanien, hvor han blev skiftet ind i anden halvleg.

## Titler
Premier League
- 2006 med Chelsea F.C.